# Katschniggraben

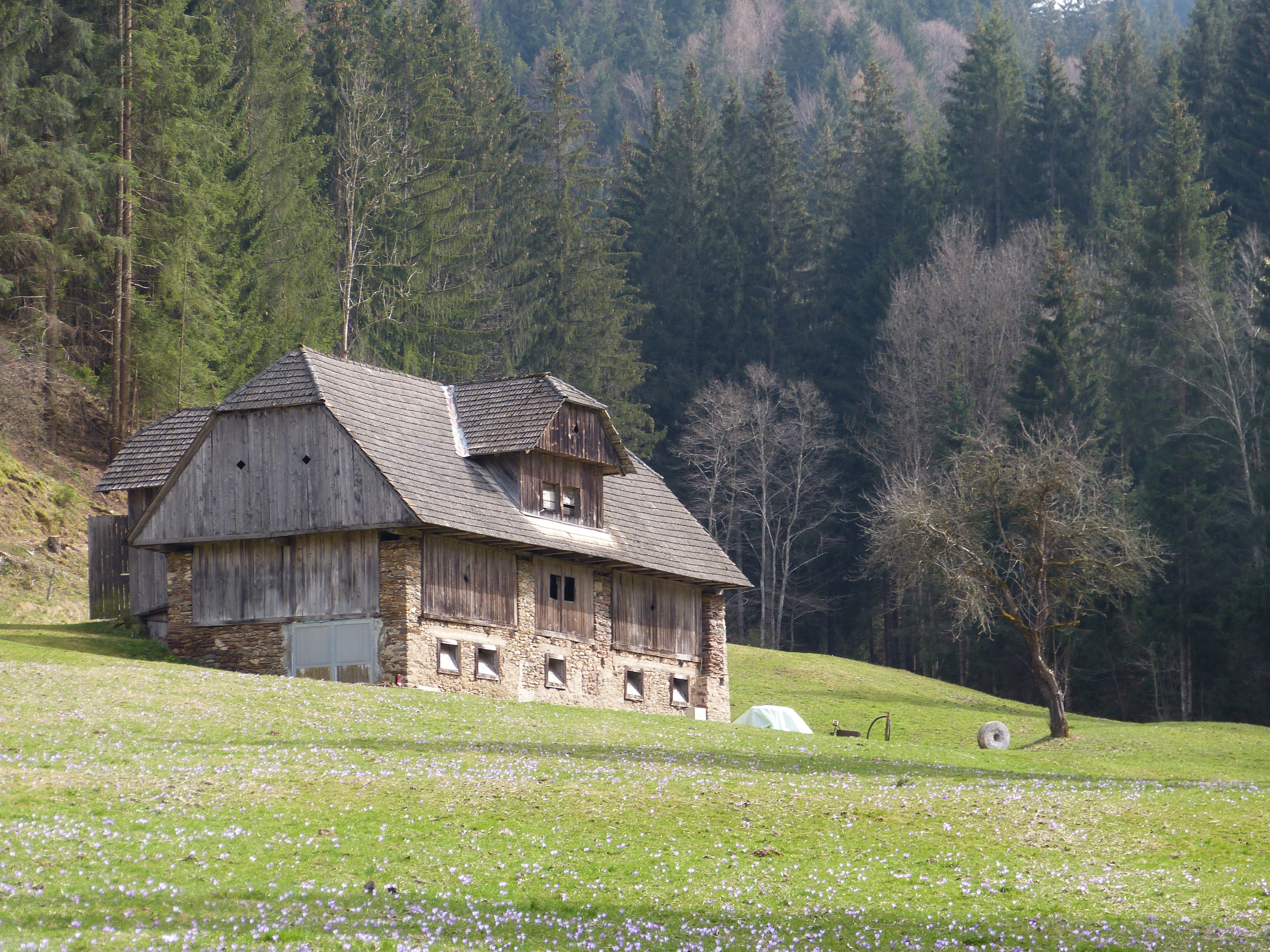
Katschniggraben

Katschniggraben ist eine Ortschaft im Görtschitztal in der Gemeinde Klein Sankt Paul in Kärnten.

## Lage
Die Ortschaft lag im Osten des Bezirks Sankt Veit an der Glan, östlich von Wieting, im Graben des Grünburger Bachs, auf dem Gebiet der Katastralgemeinde Dullberg.

## Geschichte
In der ersten Hälfte des 19. Jahrhunderts gehörte der Ort zum Steuerbezirk Wieting. Bei Gründung der Ortsgemeinden Mitte des 19. Jahrhunderts kam Katschniggraben an die Gemeinde Wieting. 1896 brannte die Katschnigmühle ab. Im August 1927 wurden bei einem Gewitter die Brücken im Graben weggeschwemmt. Seit 1973 gehört der Ort zur Gemeinde Klein Sankt Paul.

## Bevölkerungsentwicklung
Für die Ortschaft ermittelte man folgende Einwohnerzahlen:
- 1869: 6 Häuser, 15 Einwohner[1]
- 1880: 4 Häuser, 9 Einwohner[2]
- 1890: 6 Häuser, 17 Einwohner[3]
- 1900: 5 Häuser, 15 Einwohner[4]
- 1910: 5 Häuser, 11 Einwohner[5]
- 1923: 6 Häuser, 13 Einwohner[6]
- 1934: 19 Einwohner[7]
- 1961: 3 Häuser, 14 Einwohner[8]
- 2001: 2 Gebäude (davon 1 mit Hauptwohnsitz) mit 2 Wohnungen und 2 Haushalten, 6 Einwohner und 0 Nebenwohnsitzfälle[9]
- 2011: 1 Gebäude, 6 Einwohner[10][11]